# Agave beauleriana
Agave beauleriana es una especie de Agave, originaria de México.

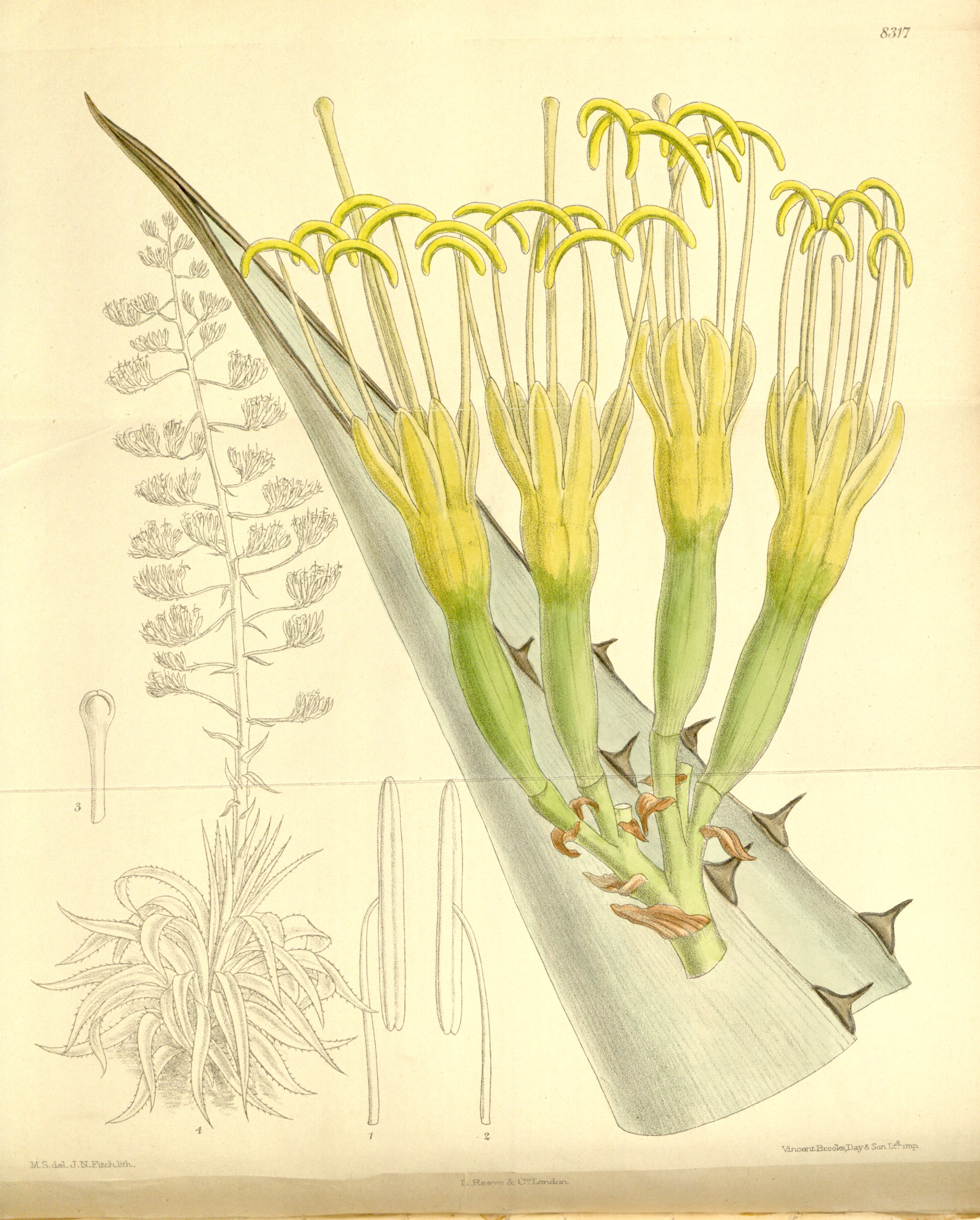
Ilustración

## Descripción
Es un agave bastante grande que puede llegar a medir hasta 3 m de altura y generalmente está rodeado de hijuelos. Las hojas son glaucas, de color gris azulado a gris verdoso, algunos individuos son casi blancos. las hojas pueden medir hasta 2 metros de largo. Su inflorescencia puede alcanzar hasta 11 metros de alto.

## Taxonomía
Agave beauleriana fue descrito por Georg Albano von Jacobi y publicado en Abhandlungen der Schlesischen Gesellschaft für Vaterländische Cultur. Abtheilung für Naturwissenschaften und Medicin. 150. 1869.
Etimología
Agave: nombre genérico que fue dado a conocer científicamente en 1753 por el naturalista sueco Carlos Linneo, quien lo tomó del griego Agavos. En la mitología griega, Ágave era una ménade hija de Cadmo, rey de Tebas que, al frente de una muchedumbre de bacantes, asesinó a su hijo Penteo, sucesor de Cadmo en el trono. La palabra agave alude, pues, a algo admirable o noble.
Sinonimia
- Agave franzosinii P.Sewell	[3][4]